# كلايف بيدو
كلايف بيدو هو مسير أعمال كندي، ولد في 26 مايو 1946.